# ديف كوكي
ديف كوكي هو سياسي كندي، ولد في 1 أغسطس 1952 في وندسور في كندا. حزبياً، نشط في الحرب الديمقراطي الجديد لأونتاريو. وقد انتخب عضو برلمان مقاطعة أونتاريو.